# SundanceTV
SundanceTV, von 1996 bis 2014 Sundance Channel genannt, ist ein US-amerikanischer Fernsehsender, der über Kabel ausgestrahlt wird. Der Sender wurde 1996 vom Schauspieler und Regisseur Robert Redford in Kooperation mit Showtime Networks Inc. und NBCUniversal gegründet. Der Name des Senders leitet sich von Redfords Rolle im Film Zwei Banditen (Originaltitel: Butch Cassidy and the Sundance Kid) ab.
Anfänglich hauptsächlich als Sender für Filme gegründet, begann man sich unter späterer Führung auch in Richtung Serien zu entwickeln. So wurde der Sender im Jahr 2008 vom Unternehmen Rainbow Media erworben, welches sich später in AMC Networks umbenannte und unter anderem auch den gleichnamigen Fernsehsender AMC betreibt. Als Beginn der Ausrichtung auf Serien wird die Ausstrahlung des Dreiteilers Carlos – Der Schakal im Jahr 2010 angesehen, welcher im Original als Serie produziert wurde, in Ländern wie Deutschland in kürzerem Schnitt allerdings als Kinofilm ausgewertet wurde. Später wurden hauptsächlich Rechte an ausländischen Serien akquiriert, allerdings auch eigene Serien produziert. So nahm man im Jahr 2013 Rectify als erste eigenproduzierte Serie ins Programm auf, welche ursprünglich für Schwestersender AMC entwickelt wurde.
Die Umbenennung von Sundance Channel zu SundanceTV erfolgte am 1. Februar 2014 und somit genau 18 Jahre nach Sendebeginn.

## Produktionen

### Ehemalige Eigenproduktionen
- Rectify (2013 bis 2016)
- The Red Road (2014 bis 2015)
- Hap and Leonard (2016 bis 2018)

### Aktuelle Eigenproduktionen
- State of the Union (seit 2019)

### Akquirierte Serien
- The Returned (2012)
- The Honourable Woman
- Seitentriebe[2]

### Koproduzierte Serien
- Top of the Lake
- Cleverman
- Liar